# Ислам в Экваториальной Гвинее
Ислам в Экваториальной Гвинее — религия меньшинства. По разным оценкам, его исповедуют от 1 до 4 %. Большая часть населения, от 88.7 до 93 %, исповедует христианство.

## История
К моменту начала европейской колонизации основными обитателями этой территории были племена пигмеев, фанг и буби. Они исповедовали традиционные африканские культы и верования. Европейцы начали распространять на территории современной Экваториальной Гвинеи христианство. 25 марта 1807 года парламент Великобритании принял «Акт о запрете торговли рабами». Чтобы препятствовать перевозке рабов через Атлантический океан, в 1808 году к берегам Западной Африки с целью патрулирования была направлена специально созданная Западно-Африканская эскадра британского флота. С этой же целью в 1827 году Великобритания взяла в аренду испанский остров Фернандо-По (сейчас Биоко) в заливе Биафра Первыми мусульманами, которые появились на острове Фернандо-По были освобождённые чернокожие рабы. Также на остров ссылали преступников из Индии, среди которых тоже были на мусульмане. В то время, когда губернатором острова был Джон Бикрофт, на Фернандо-По существовала небольшая мусульманская община. Однако большинство из них приняли впоследствии христианство.

## Описание
Согласно отчету Государственного департамента США о международной религиозной свободе за 2006 год, приверженцы ислама составляли менее 1% населения Экваториальной Гвинеи. Большая часть мусульман в Экваториальной Гвинее эмигранты из других стран Азии и Африки. Экваториальная Гвинея приняла рабочих из других стран для работы на плантациях какао и кофе. Большое число эмигрантов из Индии являются мусульманами. Среди местного населения ислам исповедует незначительное число народа фанг. Также распространена деятельность исламского религиозного движения ахмадия. Их мечеть Компо Яунде расположена в столице в Экваториальной Гвинеи — городе Малабо.